# Lasioedma purpureorufa
Lasioedma purpureorufa là một loài bướm đêm trong họ Geometridae.